# کلیتشانی
کلیتشانی (به چکی: Klíčany) یک منطقهٔ مسکونی در جمهوری چک است که در ناحیه پراگ-شرق واقع شده‌ است.